# Alessandro Pirzio Biroli
Alessandro Pirzio Biroli (Bolonia, 23 de julio de 1877-Roma, 20 de mayo de 1962) fue un deportista italiano y general del ejército Italiano, gobernador de Montenegro durante la ocupación italiana en la Segunda Guerra Mundial.
Compitió en esgrima, en la modalidad de sable. Participó en los Juegos Olímpicos de Londres 1908, obteniendo una medalla de plata en la prueba por equipos.

## Palmarés internacional
| Juegos Olímpicos | Juegos Olímpicos      | Juegos Olímpicos | Juegos Olímpicos  |
| Año              | Lugar                 | Medalla          | Prueba            |
| ---------------- | --------------------- | ---------------- | ----------------- |
| 1908             | Londres (Reino Unido) | Medalla de plata | Sable por equipos |